# Indexação na economia brasileira
A indexação, em economia, é um sistema de reajuste de preços, inclusive salários e aluguéis, de acordo com índices oficiais de variação dos preços. Em conjunturas inflacionárias, a indexação permite corrigir o valor real dos salários e aluguéis e demais preços da economia, reajustando-os com base na inflação passada. No entanto, a indexação automática pode realimentar a inflação futura.
Entre as décadas de 1950 e 1990, o Brasil enfrentou altas taxas de inflação.
Nesse contexto, reduzir os impactos negativos da inflação, foram criados diversos mecanismos de indexação (correção automática com base nos índices que medem a inflação), entretanto, esses mecanismos também facilitaram as propagações das altas de preços que elevaram a inflação a patamares dramáticos.

## Histórico
Em 28 de novembro de 1958, foi publicada a Lei nº 3.470, de 1958, que em seu art. 57 permitiu a correção monetária do valor original dos bens do seu ativo imobilizado, com base em índices que seriam publicados pelo Conselho Nacional de Economia a cada dois anos.

### Obrigação Reajustável do Tesouro Nacional
Em 17 de julho de 1964, foi publicada a Lei nº 4.357, de 1964, que em seu art. 1º, instituiu as Obrigações Reajustáveis do Tesouro Nacional, que, nos termos dos §§ 1º e 2º do referido art. 1º, tinham seu valor atualizado trimestralmente em função das variações do poder aquisitivo da moeda nacional, ou seja, um título público com correção monetária.
O § 7º do referido art. 1º, excluía da incidência do Imposto de Renda o ajuste decorrente da referida correção monetária.
O art. 3º da Lei nº 4.357, de 1964, tornou obrigatória a correção monetária dos bens do ativo imobilizado das pessoas jurídicas, segundo coeficientes fixados anualmente pelo Conselho Nacional de Economia.
O art. 7º da Lei nº 4.357, de 1964, previu a correção monetária mensal dos créditos fiscais.
O art. 76 da Lei nº 4.506, de 1964, excluiu da incidência do Imposto de Renda, o montante decorrente da correção monetária do ativo imobilizado a partir de 1º de janeiro de 1967.
As Obrigações Reajustáveis do Tesouro Nacional foram regulamentadas pelo Decreto nº 54.252/64

### Plano Cruzado
Em 28 de fevereiro de 1986, foi publicado do Decreto Lei nº 2.283, de 1986, que instruiu o Plano Cruzado.
O art. 6º do referido Decreto Lei, determinou que chamada Obrigação Reajustável do Tesouro Nacional, estabelecida pela Lei nº 4.357, de 1964, passaria a denominar-se como Obrigação do Tesouro Nacional (OTN) e teria seu valor congelado até 1º de março de 1987.
Posteriormente o parágrafo único do art. 6º do Decreto Lei nº 2.284, de 1986, determinou a atualização do valor nominal da OTN, em 1º de março de 1987, com base na variação do Índice de preços no consumidor (IPC) entre 1º de março e 30 de novembro de 1986, somada com o maior valor entre a variação do IPC e a dos rendimentos das Letras do Banco Central, considerados mês a mês, no período compreendido entre 1º de dezembro de 1986 e 28 de fevereiro de 1987 .
O caput do art. 6º do Decreto Lei nº 2.284, de 1986, também determinava que a partir de março de 1987, o critério de reajuste da OTN será fixado pelo Conselho Monetário Nacional.
Em 5 de março de 1987, foi publicado o Decreto Lei nº 2.323, de 1987, que estabeleceu a atualização monetária dos débitos fiscais de acordo com a OTN.

### Bônus do Tesouro Nacional
Em 23 de maio de 1989, foi publicada a Medida Provisória nº 57, de 1989, que, em seu art. 5º , instituiu o Bônus do Tesouro Nacional (BTN), cujo valor seria atualizado mensalmente de acordo a variação do IPC e que seria o novo indexador da economia brasileira.
Em 22 de junho de 1989, foi publicada a Medida Provisória nº 68, de 1989, que, em seu art. 1º , instituiu o BTN Fiscal, como referencial de indexação de tributos e contribuições de competência da União.
O §§ 1º e 2º do referido art. 1º, previram a divulgação do valor diário do BTN Fiscal pela Secretaria da Receita Federal, sendo que no primeiro dia útil de cada mês, o BTN Fiscal teria valor igual ao BTN do mês, e nos dias seguintes, refletiria a projeção da evolução da taxa mensal de inflação.
Em 12 de julho de 1989, foi publicada a Lei nº 7.801, de 1989, que, em seus arts. 5º e 6º, determinou a conversões do valores previstos em OTN para valores previstos em BTN, na razão de 1/6,17 nas leis anteriores (art 5º) e a substituição da OTN pela BTN como indexador dos contratos de locação (art. 6º).
Em 31 de maio de 1990, foi publicada a Medida Provisória nº 189, de 1989, que, em seu art. 1º , previu que o BTN passaria a ser atualizado de acordo com o Índice de Reajuste de Valores Fiscais (IRVF)

### Taxa Referencial - Ufir
No dia 1º de fevereiro de 1991, foi publicada a Medida Provisória nº 294, de 1991, que, em seu art. 3º  extinguiu o BTN e o BTN Fiscal, sendo seu valor, a partir daquela data, fixado em Cr$ 126,8621.
Os arts. 1º e 2º da referida Medida Provisória nº 294, de 1991, instituíram a Taxa Referencial (TR), taxa Referencial Diária (TRD), que seriam divulgadas pelo Banco Central do Brasil e serviriam como novos indexadores da economia brasileira.
A TR seria calculada a partir da remuneração mensal média, líquida de impostos, dos depósitos a prazo fixo captados nas agências de bancos comerciais, bancos de investimentos e bancos múltiplos com carteira comercial ou de investimentos, e/ou de títulos públicos federais.
O valor da TRD teria valor diário correspondente à distribuição, pro rata dia da TR fixada para o mês corrente.
Em 31 de dezembro de 1991, foi publicada a Lei nº 8.383, de 1991, que instituiu a Unidade Fiscal de Referência (Ufir), como medida de valor e parâmetro de atualização monetária de tributos e de valores expressos em cruzeiros na legislação tributária federal, que seria corrigida com base no Índice de Preços ao Consumidor Ampliado (IPCA).
No dia 28 de fevereiro de 1994, foi publicada a Medida Provisória nº 434, de 1994, que institui a Unidade Real de Valor (URV), que daria origem ao Real, que começou a circular em julho de 1994.
O art. 17  da Lei nº 8.880, de 1994, instituiu o Índice de Preços ao Consumidor, série r - IPC-r, que, a partir daquela data, seria utilizado para corrigir:
1. os valores das parcelas referentes a benefícios pagos com atraso pela Previdência Social[17][18];
2. o valor dos salários de contribuição para a previdência social [17][19];
3. reajustes salariais nos doze primeiros meses da circulação do real;[16][17]

Em 30 de julho de 1994, foi publicada a Medida Provisória nº 566, de 1994, que, em seu art. 27, previu a utilização do IPC-r para fins de correção monetária, sendo que o § 5º daquele artigo afirmava que a Taxa Referencial (TR) somente poderia ser utilizada nas operações realizadas nos mercados financeiros, de valores mobiliários, de seguros, de previdência privada e de futuros.
No campo tributário, o parágrafo único do art. 75  da Lei nº 9.430, 1996, determinou que no âmbito da legislação tributária federal, a Unidade Fiscal de Referência (Ufir) seria utilizada exclusivamente para a atualização dos créditos tributários da União, objeto de parcelamento concedido até 31 de dezembro de 1994.